# Carlinhos Sete Cordas
Carlinhos Sete Cordas (Leopoldina, 1966) é um músico brasileiro. Foi integrante da Banda de Marquinhos Satã e da banda da cantora Beth Carvalho, trabalhando em shows no Brasil e no exterior.
Em outubro de 2012, recebeu o título de Cidadão Niteroiense na quadra da Viradouro.